# Теофіл ван Гансен
Теофі́л Е́двард Фра́йгерр ван Га́нсен (нім. Theophil Edvard Freiherr von Hansen; 13 липня 1813, Копенгаген — 17 лютого 1891, Відень) — австрійський архітектор данського походження. Уславився своїми неокласичними проєктами у Відні та Афінах. Вважається видатним представником неокласицизму та стилю неогрек.

## Життєпис
Теофіл Едвард ван Гансен народився 13 липня 1813 року в Копенгагені, у сім'ї страхового агента, норвежця за походженням, мати за походженням була датчанкою.

## Творчість
Після кількох років навчання у Карла Фрідріха Шинкеля та навчання у Відні, Гансен переїхав до Афін у 1837 році. Саме тут він серйозно зацікавився візантійською архітектурою і зосередився головним чином на її дослідженні. Під час перебування в Афінах майстром були створені проєкти найбільш впізнаваних серед сучасних споруд грецької столиці у стилі неокласицизму:
- конгрес-хол Заппіон;
- Національна обсерваторія Греції;
- Кафедральний собор в Афінах
- Афінська класична трилогія: Національна бібліотека Греції, Афінський університет, Афінська академія.

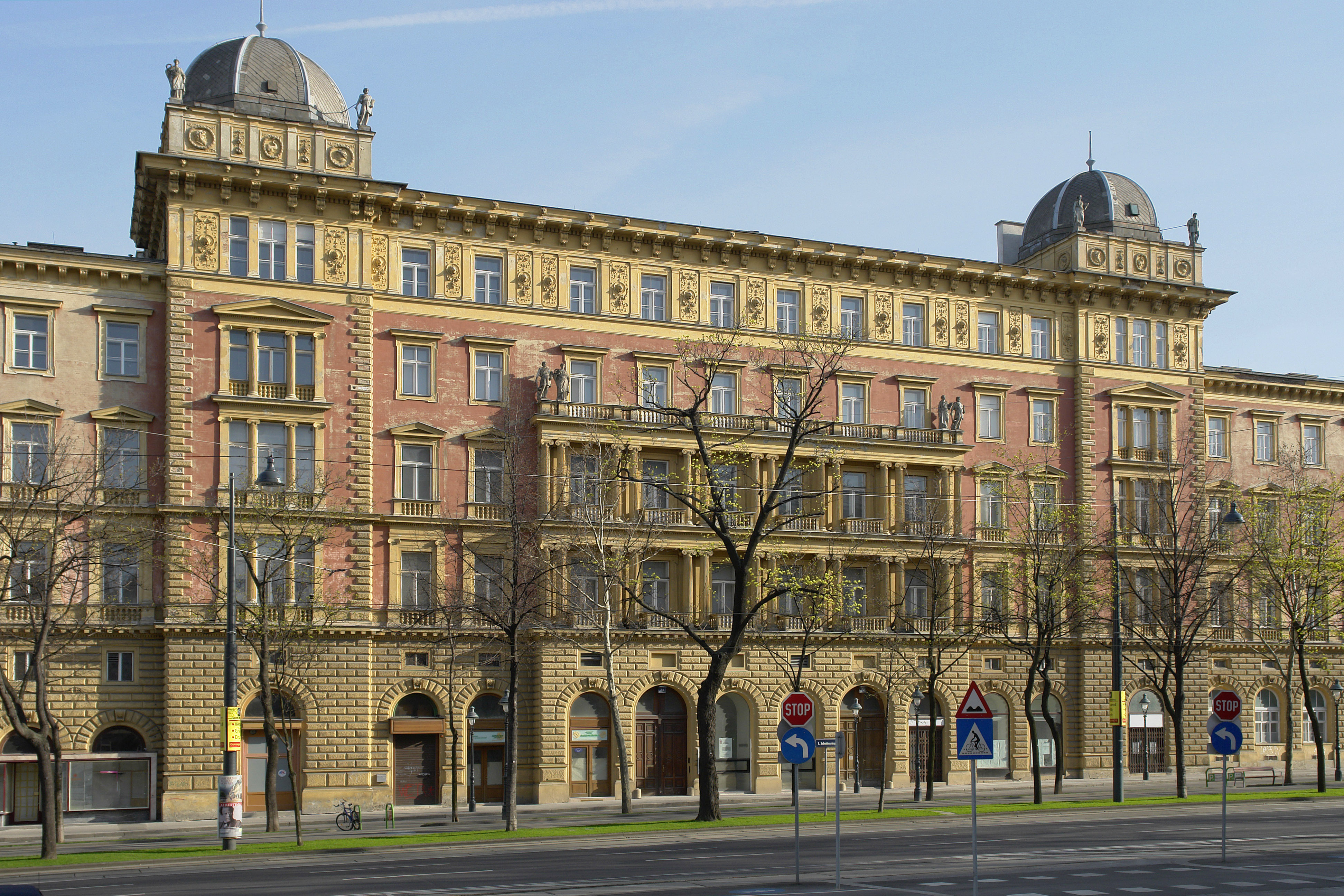
Палац Гансена у Відні

Після повернення до Відня 1846 року Феофіл ван Гансен навчався у Людвіга Фюрстера. Серед його ранніх віденських робіт Віденський арсенал, який залишається свідченням прибічності майстра до романтичнішого стилю. Пізніше майстер стає видатним представником, так званого, неоренесансу, відомого також як віденський стиль.
Концертна зала Віденської філармонії є найвідомішим творінням Гансена у Відні та є одним з найславетніших у світі. Інтер'єр та особливо акустика викликають і донині захоплення та часто копіюються у сучасних концертних залах. У Відні Гансен також співпрацював із Отто Вагнером, Карлом Ралєм. 1884 року цісар Австрії Франц Йосиф I за визначні заслуги нагородив Гансена титулом фрайгерра — барона. З того часу його мали іменувати Феофіл Едвард Фрайгерр ван Гансен.
Єдиною будівлею Гансена в Україні є колишній Будинок військових інвалідів у Львові на вулиці Клепарівській, збудований у 1855–1863 роках. Нині це головний корпус Львівського державного університету безпеки життєдіяльності.

## Світлини

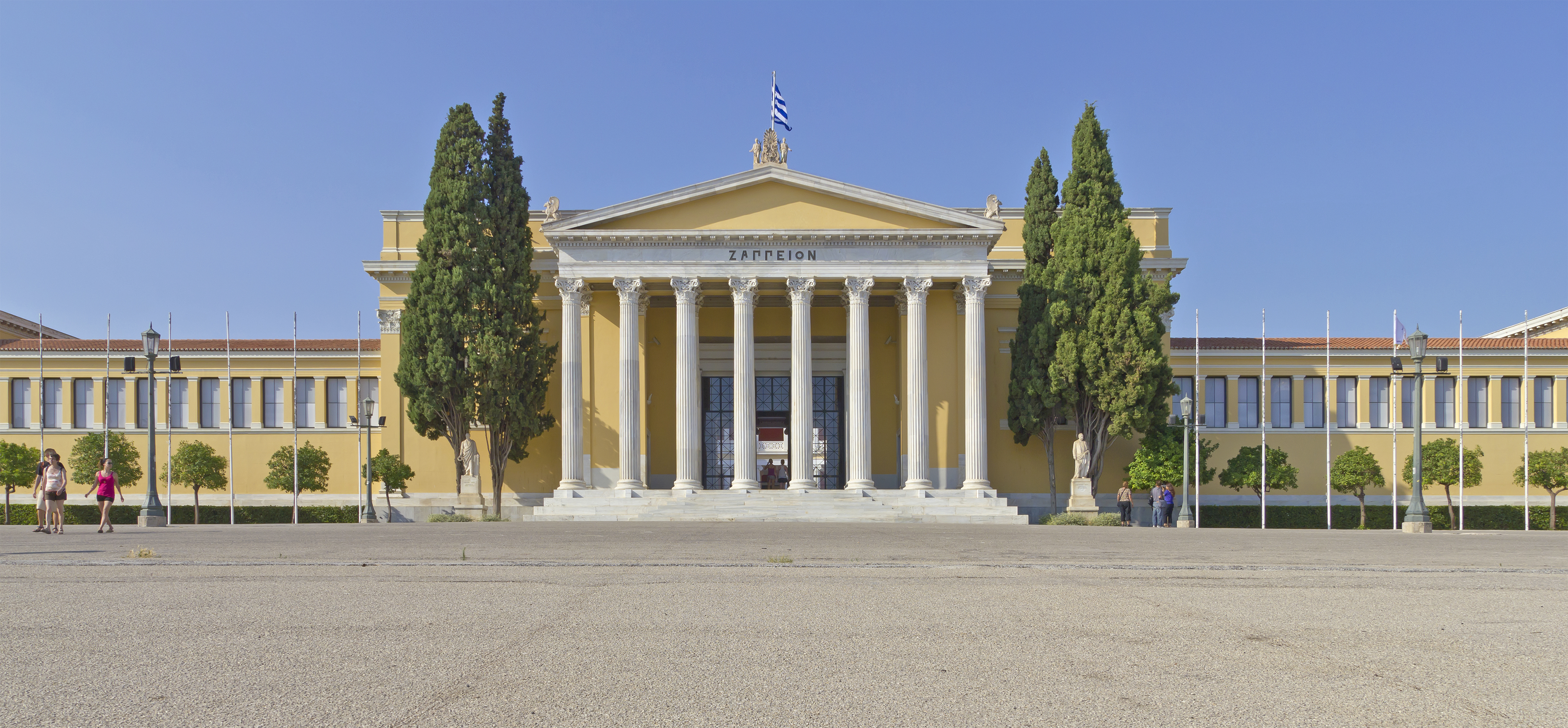
Заппіон, Афіни
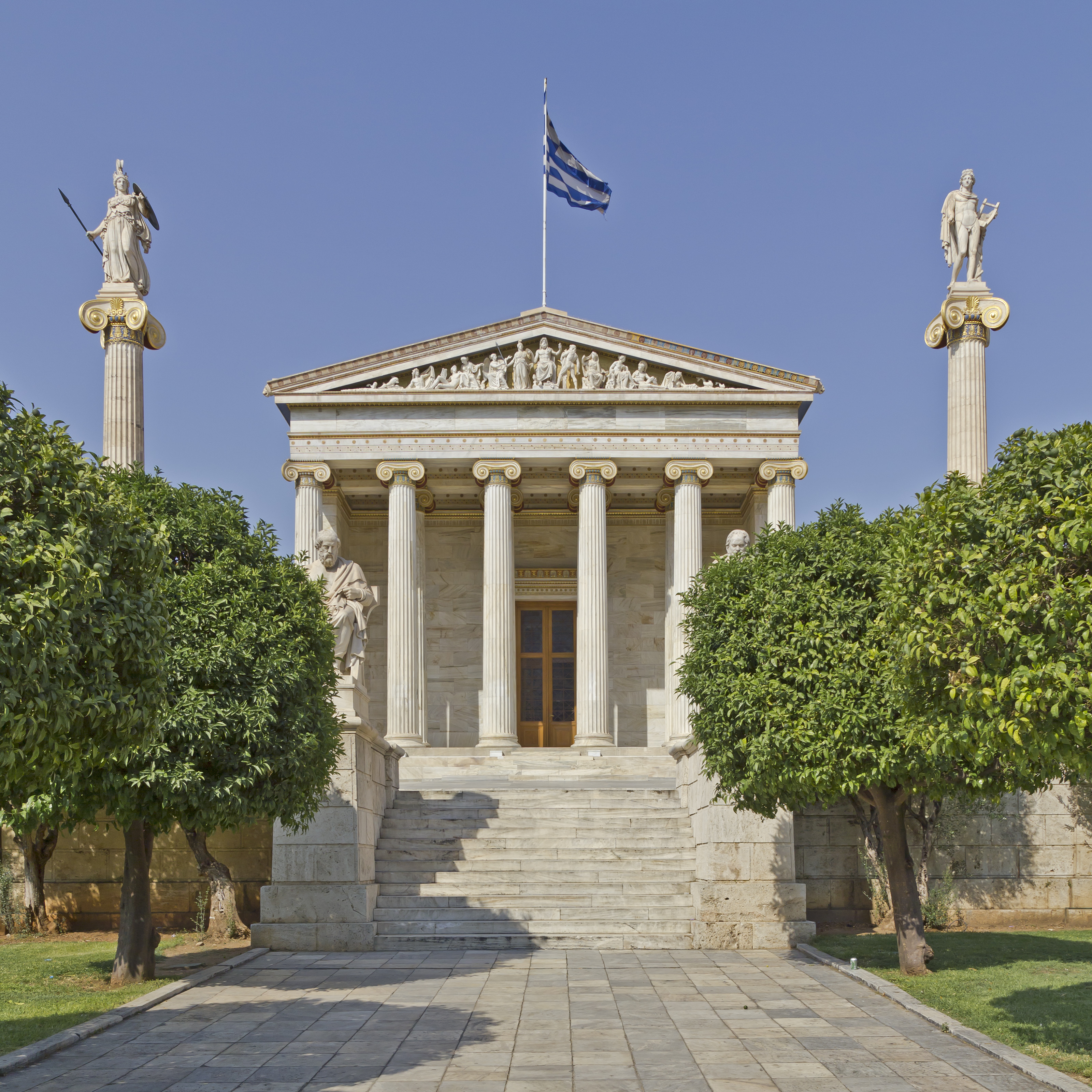
Афінська академія
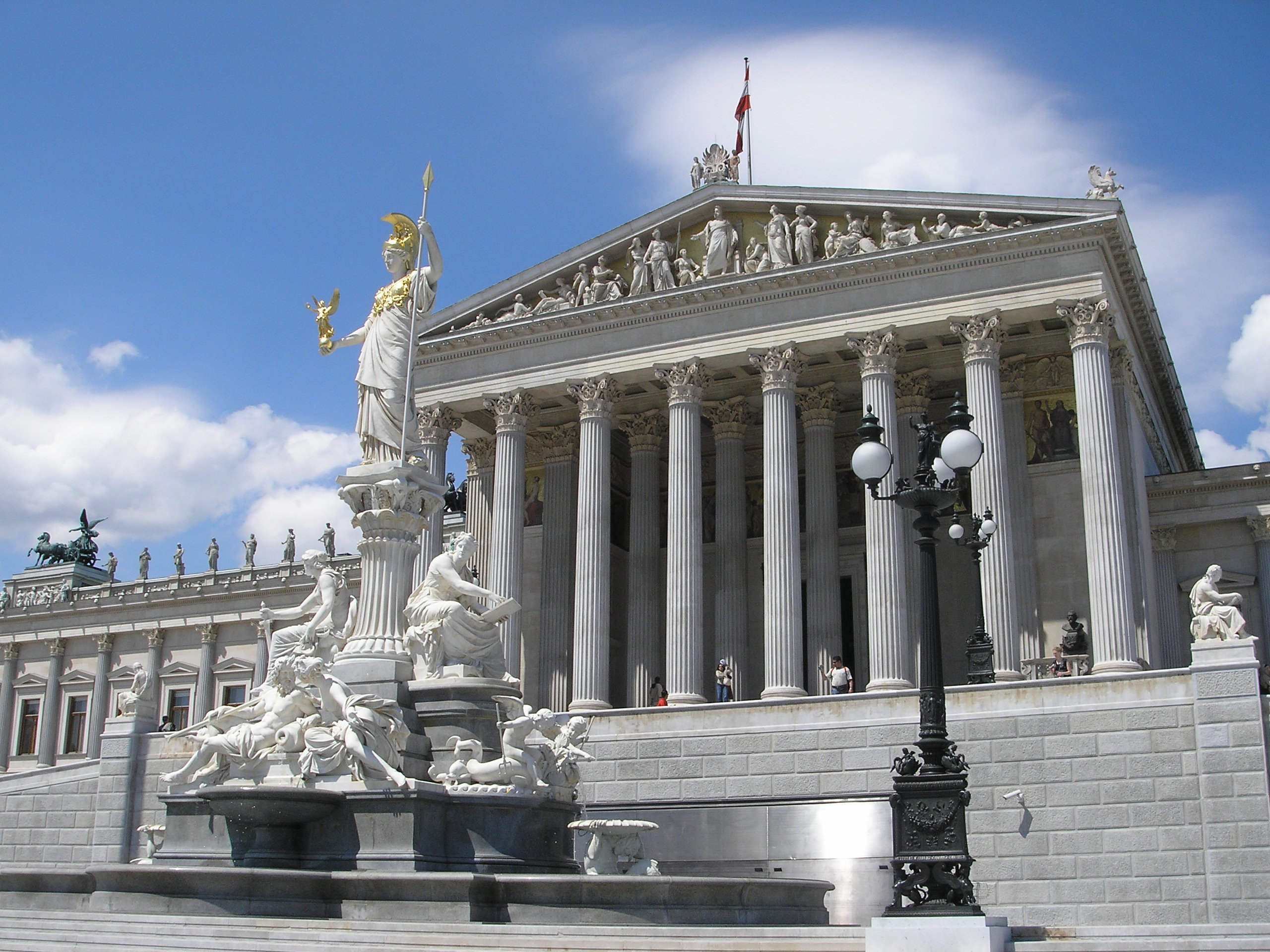
Австрійський парламент
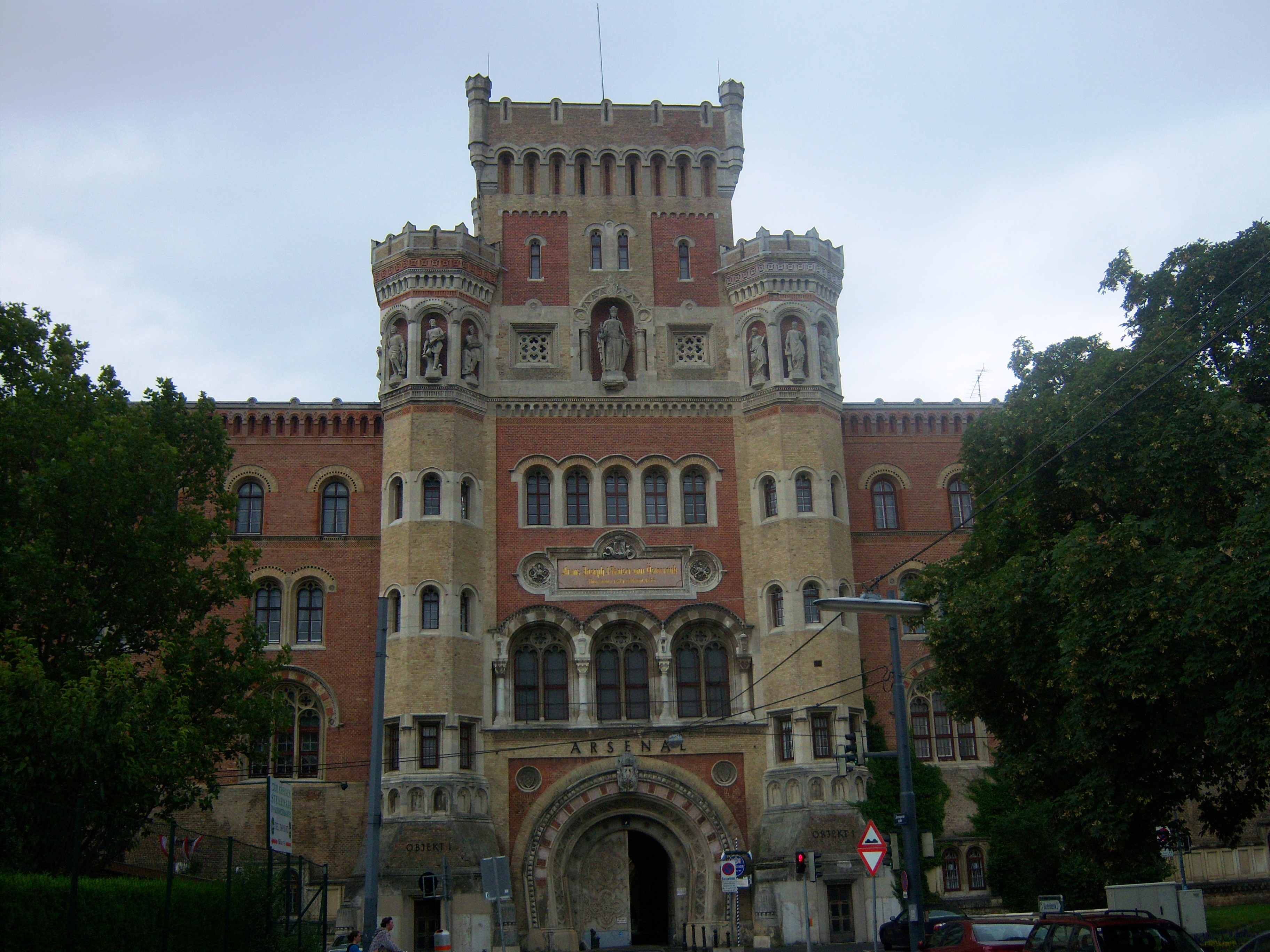
Віденський арсенал
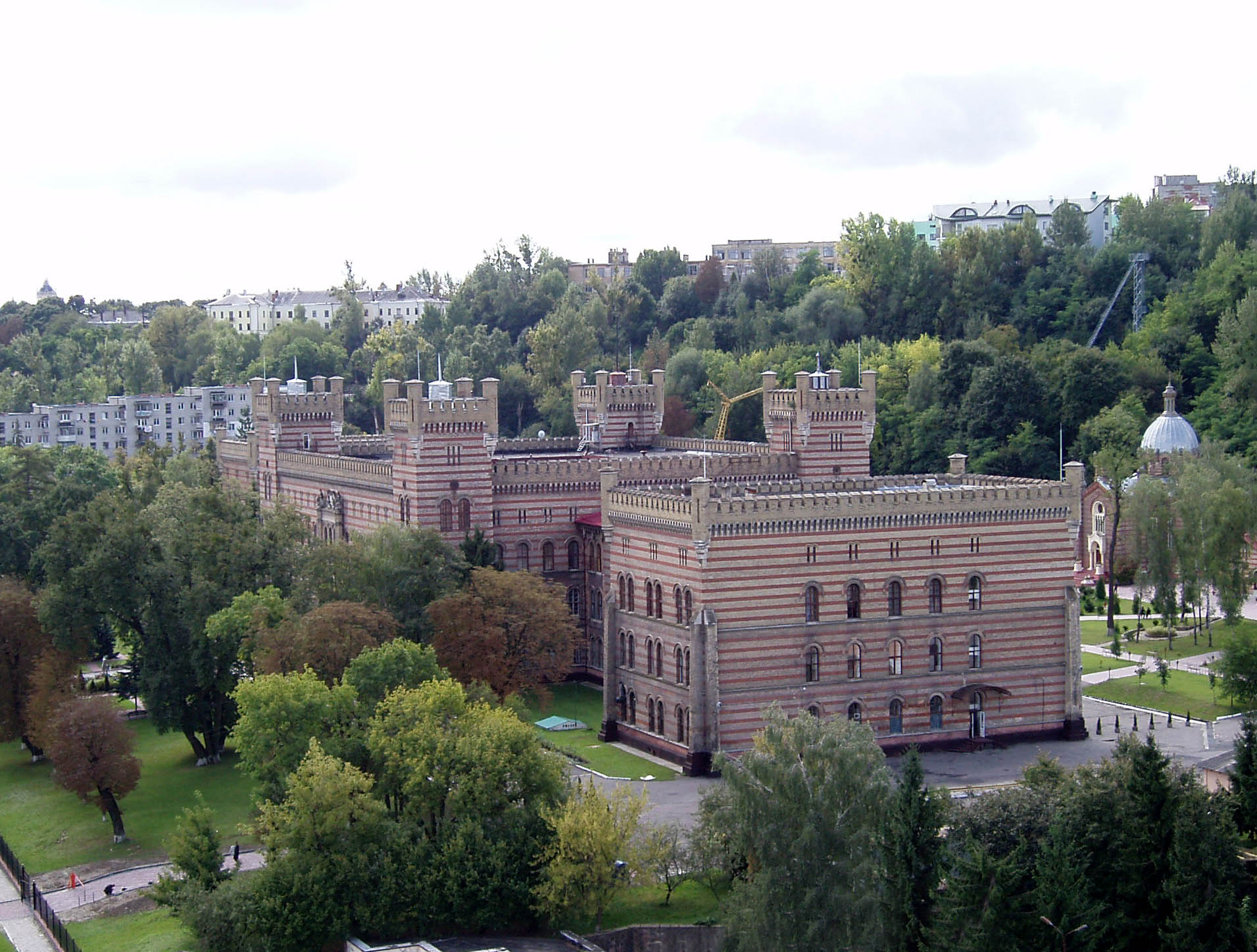
Будинок військових інвалідів у Львові